# Котов, Борис Александрович
Бори́с Алекса́ндрович Ко́тов (25 апреля 1909 года — 29 сентября 1943 года) — советский поэт, Герой Советского Союза, сержант.

## Биография
Борис Александрович Котов родился в селе Пахотный Угол Пахотно-Угловской волости Тамбовского уезда Тамбовской губернии в семье православного священника и школьного учителя Александра Николаевича и Веры Ивановны Котовых. В 1912 году семья переехала в город Усмань. Он учился в МБОУ лицее №1 г. Усмани (теперь лицей носит имя: МБОУ лицей №1 г. Усмани имени героя советского союза Бориса Александровича Котова) именно там он окончил среднюю школу.
Работал секретарём сельсовета, участвовал в ликвидации безграмотности на селе. С 1929 года начал публиковать стихи в периодических изданиях «Новая деревня», «Журнал крестьянской молодёжи», «Комбайн». В 1931 году переехал в Горловку Донецкой области, где работал счетоводом на шахте. Его стихи печатались в газетах и литературных альманахах. Накануне войны он готовил к изданию сборник своих стихов. В августе 1937 года расстреляли отца Бориса, семье о расстреле не сообщили. Официально десять лет без права переписки.
В апреле 1942 года, несмотря на то, что он по состоянию здоровья был невоеннообязанным, Борис Котов добился призыва в Красную Армию и с сентября 1942 года находился на фронтах Великой Отечественной войны. Служил в 737-м стрелковом полку 206-й стрелковой дивизии (47-я армия, Воронежский фронт).
26 августа 1943 года командир миномёта 1-й миномётной роты сержант Котов в бою под Ново-Построинка уничтожил точным огнём две пулемётные точки противника, что позволило советским пехотинцам продвинуться вперёд. А 28 августа под селом Перелески уничтожил до 15 солдат противника. За этот эпизод был награждён медалью «За отвагу» (25 сентября 1943).
27 сентября 1943 года Борис Котов в составе штурмовой группы переправился через Днепр. Огнём своего миномёта обеспечивал переправу войск через реку. 29 сентября при отражении контратаки противника вывел миномёт на открытую позицию и вёл огонь, пока не закончились мины. После чего с винтовкой и гранатами бросился в бой. Вместе с остальными бойцами в рукопашном бою, гранатами и винтовкой уничтожал солдат противника. В бою был убит осколком мины.
Звание Героя Советского Союза Борису Котову было присвоено указом Президиума Верховного Совета СССР от 3 июня 1944 года.
В 1953 году в Донецке был издан первый сборник его стихов и фронтовых писем.

### Из представления к награде
Сержант Котов Борис Александрович 27 сентября 1943 г. при форсировании Днепра в районе южной окраины Келеберда первым доставил свой миномёт на огневую позицию и открыл беглый огонь по противнику.
29 сентября 1943 г. противник предпринял опасную контратаку на правый фланг наших боевых порядков северо-западнее дер. Пекари. Заметив скопление пехоты противника, сержант Котов, установив свой миномёт на открытой позиции, открыл меткий огонь прямой наводкой. Немцы наступали колоннами, поддержанные огнём из самоходной пушки «фердинанд». Расстреляв запас мин, сержант Котов вооружился винтовкой и гранатами и, когда наша пехота поднялась для контрудара, тов. Котов бросился на немцев и вступил в рукопашный бой. Уничтожая врагов гранатой, винтовкой и прикладом, тов. Котов наводил панику в рядах противника и, когда немцы подались назад и обратились в бегство, преследовал врагов. Своей храбростью тов. Котов увлекал за собой остальных бойцов. Осколком мины тов. Котов был убит. Он погиб в борьбе за свою Родину.
Достоин посмертной высшей степени отличия — звания «Герой Советского Союза».
— Командир 737 стрелкового полка майор Беляев, 25 октября 1943 г.

## Награды и звания
- Герой Советского Союза (3 июня 1944, посмертно);
- орден Ленина (3 июня 1944, посмертно);
- медаль «За отвагу» (25 сентября 1943).

## Память
- В городе Горловка Донецкой области Украины в школе № 21 установлен бюст Героя.
- На доме № 2 по улице Волкова в Горловке и на здании школы № 1 в городе Усмань установлены мемориальные доски.
- Именем Героя названы улицы в городах Горловка и Усмань.
- Герой Советского Союза Б. А. Котов посмертно принят в члены Союза писателей СССР.
- В МБОУ лицее №1 г. Усмани осталась парта, где он сидел и учился.[источник не указан 634 дня]